# Oxitricloruro de vanadio
El oxitricloruro de vanadio es un compuesto inorgánico de fórmula VOCl3. Este líquido destilable hidroliza fácilmente con el aire y es un fuerte oxidante. Se emplea como reactivo en síntesis orgánica.

## Propiedades
El VOCl3es un compuesto de vanadio (V) y como tal es diamagnético. Presenta estructura tetraédrica con ángulos de enlace O-V-Cl de 111 ° y ángulos de enlace Cl-V-Cl de 108 °. Las longitudes de enlace V-O y V-Cl son 157 y 214 pm, respectivamente. El VOCl3 es altamente reactivo con el agua y produce HCl. Es soluble en disolventes no polares tales como benceno, CH2Cl2, y hexano. En algunos aspectos, las propiedades químicas de VOCl3 y POCl3son similares. Una distinción es que VOCl3 es un agente oxidante fuerte, mientras que el compuesto de fósforo no lo es.

## Síntesis
El VOCl3 se sintetiza mediante la cloración de V2O5. La reacción sucede a 600 °C:
3 Cl2 + V2O5  →  2 VOCl3 + 1.5 O2
Cuando el V2O5 se utiliza como una mezcla íntima con carbono, el producto de síntesis a 200-400 °C; en este caso el carbono sirve como agente de desoxigenación afín a su utilización en el proceso Kroll para la fabricación de TiCl4 desde TiO2.
El vanadio (III) óxido también puede ser utilizado como precursor:
3 Cl2 + V2O3  →  2 VOCl3 + 0.5 O2
Una síntesis de laboratorio más característico consiste en la cloración de V2O5 con SOCl2.
V2O5 + 3 SOCl2  →  2 VOCl3 + 3 SO2

## Reacciones

### hidrólisis y alcohólisis
Oxitricloruro de vanadio rápidamente hidroliza resultantes en pentóxido de vanadio y ácido clorhídrico. En la imagen, naranja V2O5 puede verse formando en las paredes del vaso. Un intermedio de este proceso es el VO2Cl:
2 VOCl3 + 3 H2O  →  V2O5 + 6 HCl
El VOCl3 reacciona con alcoholes, especialmente en la presencia de un aceptor de protones (por ejemplo,VO2Cl) para dar alcóxidos :
VOCl3 + 3 ROH  →  VO(OR)3 + 3 HCl (R = Me, Ph, etc.)

### interconversiones a otros compuestos VO-Cl
El VOCl3 también se utiliza en la síntesis de VOCl2.
V2O5 + 3 VCl3 + VOCl3  →  6 VOCl2
Monocloruro Dioxovanadium se pueden preparar por una reacción inusual que implica Cl2O.
VOCl3 + Cl2O  →  VO2Cl  +  2 Cl2
A temperaturas superiores a 180 °C, el VO2Cl se descompone a V2O5 y VOCl3. De manera similar, VOCl2 también se descompone para dar VOCl3, junto con VOCl.

### La formación de aductos
El VOCl3 es fuertemente ácido de Lewis, como se demuestra por su tendencia a formar aductos con bases de varias maneras, tales como MeCN y aminas. En la formación de los aductos, los cambios de vanadio de cuatro coordenadas geometría tetraédrica de seis a coordinar la geometría octaédrica:
VOCl3 + 2 H2NEt  →  VOCl3(H2NEt)2

### El VOCl3en la polimerización de alqueno
El VOCl3 se utiliza como un catalizador o precatalizador en la producción de cauchos de etileno-propileno (EPDM).